# Encourados
Encourados fou una freguesia portuguesa del municipi de Barcelos, amb 4,40 km² d'àrea) i 514 habitants (en el cens del 2011). Té una densitat de població de 116,8 hab/km².
Desaparegué com a freguesia al 2013, en una reforma administrativa nacional, i s'annexionà a les freguesies d'Areias de Vilar, per formar una nova freguesia denominada Unió de les Freguesias d'Areias de Vilar e Encourados amb seu a Areias de Vilar.

## Població
| Població de la freguesia d'Encourados (1864 – 2011) | Població de la freguesia d'Encourados (1864 – 2011) | Població de la freguesia d'Encourados (1864 – 2011) | Població de la freguesia d'Encourados (1864 – 2011) | Població de la freguesia d'Encourados (1864 – 2011) | Població de la freguesia d'Encourados (1864 – 2011) | Població de la freguesia d'Encourados (1864 – 2011) | Població de la freguesia d'Encourados (1864 – 2011) | Població de la freguesia d'Encourados (1864 – 2011) | Població de la freguesia d'Encourados (1864 – 2011) | Població de la freguesia d'Encourados (1864 – 2011) | Població de la freguesia d'Encourados (1864 – 2011) | Població de la freguesia d'Encourados (1864 – 2011) | Població de la freguesia d'Encourados (1864 – 2011) | Població de la freguesia d'Encourados (1864 – 2011) |
| --------------------------------------------------- | --------------------------------------------------- | --------------------------------------------------- | --------------------------------------------------- | --------------------------------------------------- | --------------------------------------------------- | --------------------------------------------------- | --------------------------------------------------- | --------------------------------------------------- | --------------------------------------------------- | --------------------------------------------------- | --------------------------------------------------- | --------------------------------------------------- | --------------------------------------------------- | --------------------------------------------------- |
| 1864                                                | 1878                                                | 1890                                                | 1900                                                | 1911                                                | 1920                                                | 1930                                                | 1940                                                | 1950                                                | 1960                                                | 1970                                                | 1981                                                | 1991                                                | 2001                                                | 2011                                                |
| 369                                                 | 365                                                 | 369                                                 | 372                                                 | 379                                                 | 361                                                 | 432                                                 | 475                                                 | 445                                                 | 472                                                 | 392                                                 | 522                                                 | 600                                                 | 559                                                 | 514                                                 |

## Història
Encourados, amb S. Tiago de patró, era una vicaria del rector del convent de S. João Evangelista de Vilar de Frades. Esta església fou patronatge del convent per un bescanvi fet al 1441 amb l'arquebisbe de Braga Fernando da Guerra, per l'església de Calvelo (Calvelo pertanyia al convent de Vilar de Frades per renúncia del seu darrer abat, Gonçalo Dias de Barros).
Encourados significa 'persones vestides de cuir'.
Aquesta localitat apareix en les Inquirições d'Alfons II de 1220 amb la designació “De Santo Jacobo de Encoirados de Cauto de Martim”, en Terras de Penafiel. S'hi diu que el rei no hi té fur. Encourados pertanyia al couto de Martim, i passà després al de Vilar de Frares.
Ací hi era el solar de la noble i antiga família dels Encourados, hui extinta. La casa pairal d'aquesta família degué ser a Torre Velha. Aquest nom sembla indicar-ho, a més d'alguns vestigis de construccions que en aquell llogaret es veien fa més de mig segle, i ens duen a creure en l'existència d'alguns paços o cases nobles.
En aquest poble hi ha algunes cases importants, com ara: la Casa d'Encourados, prop de l'església parroquial, la Casa de Portagem, la d'Adro, la de Torre Velha i la de Barreiros. Aquesta darrera és considerada pel poble com la casa del sergent major de la novel·la, no obstant això, l'autor d'aquell llibre la situa a Areias de Vilar.
D'aquesta casa a hores d'ara només existeix d'interessant un portal d'estil clàssic, que té al costat un escut o emblema que conté una creu oberta i cinc xiprers.
Al voltant de la casa de Barreiros encara viu gent amb els noms i motius dels soldats de les Ordenances dels coutos de Vilar i Manhente que apareixen en la novel·la. Aquesta obra, duta a l'escenari, ha estat fa uns anys filmada.
Diu la llegenda que, quan els francesos passaren per aquest poble, el març del 1809, van acampar al llogaret de Barrocas. Ocorregué llavors un fet que narra la tradició oral del poble. Un soldat, afamat, va demanar o exigir dacsa a un llaurador del llogaret de Vilarinho. Aquest hi accedí immediatament, però quan el francés anava a omplir el sac obert, el propietari va deixar caure la tapadora de la sitja sobre el coll de l'infeliç, i el matà.
| Partits | %    | M    | %    | M    | %    | M    | %    | M    | %    | M    | %    | M    | %    | M    | %    | M    | %    | M    |
| Partits | 1979 | 1979 | 1982 | 1982 | 1985 | 1985 | 1989 | 1989 | 1993 | 1993 | 1997 | 1997 | 2001 | 2001 | 2005 | 2005 | 2009 | 2009 |
| ------- | ---- | ---- | ---- | ---- | ---- | ---- | ---- | ---- | ---- | ---- | ---- | ---- | ---- | ---- | ---- | ---- | ---- | ---- |
| PPD/PSD | 58,5 | 6    | 42,1 | 4    | 26,6 | 2    | 29,5 | 2    | 34,8 | 2    | 42,0 | 3    | 50,6 | 4    | 63,4 | 5    | 57,5 | 4    |
| CD-PP   | 37,2 | 3    | 55,3 | 5    | 65,0 | 5    | 68,1 | 5    | 62,1 | 5    | 44,7 | 4    | 40,9 | 3    | 19,8 | 1    |      |      |
| PS      |      |      |      |      |      |      |      |      |      |      | 9,8  |      | 6,7  |      | 13,3 | 1    | 40,6 | 3    |